# Alwin Wieck
Friedrich Alwin Feodor Wieck, född 27 augusti 1821 i Leipzig, död där 21 oktober 1885, var en tysk violinist, musikpedagog och sångare. Han var son till Friedrich Wieck och bror till Clara Schumann. 
Wieck, som var lärjunge till Ferdinand David, flyttade 1843 till Reval och var 1849–59 medlem av  italienska operans orkester i Sankt Petersburg. Han var därefter verksam som pianopedagog i Dresden.